# Ибн Сад аль-Багдади
Ибн Са’д аль-Багда́ди (араб. ابن سعد البغدادي‎; 784, Басра — 16 февраля 845, Багдад), известен также по прозвищу Катиб аль-Вакиди (секретарь аль-Вакиди) — арабский историк IX века.

## Биография
Его полное имя: Абу Абдуллах Мухаммад ибн Са’д ибн Мани’ аль-Багдади (араб. أبو عبد الله محمد بن سعد بن منيع البغدادي‎). Его отец и дед были вольноотпущенниками (мавла) потомков Аббаса, дяди Мухаммеда. Из-за этого Ибн Сада называли «вольноотпущенником Хашимитов» (мавла бану Хашим). Также есть сведения о том, что он был вольноотпущенником другого клана курайшитов— бану зухра.
Ибн Сад аль-Багдади родился в Басре. Точная дата его рождения неизвестна. Судя по тому, что на момент смерти ему было 62 года, он родился в 168 году хиджры (784 год). Аз-Захаби также приводит сведения о том, что он родился после 160 года хиджры (777 год), вероятно, в 180 году хиджры (796 год).
Среди его учителей были аль-Вакиди и другие знаменитые учёные. Он слушал хадисы от Хушайма ибн Башира, Абу Муавии Мухаммада ибн Хазима, Ибн Уяйны и др. От него передавали хадисы Ибн Абу ад-Дунья, Абу-ль-Касим аль-Багави и многие другие. Большую часть своей жизни Ибн Сад прожил в Багдаде и снискал славу надёжного и точного историка, а его труды широко использовались поздними авторами.
Ибн Сад умер 4 числа месяца джумада ас-сани 230 года хиджры (16 февраля 845 года) в возрасте 62 лет, в Багдаде, и был похоронен на кладбище возле ворот Баб аш-Шам. В некоторых источниках упоминается, что он умер в 222 (837 год) или 236 году хиджры (850 год).